# Gabriele Allegra
 Gabriele Allegra  (26. december 1907 – 24. januar 1976), som blev født i San Giovanni La Punta nær Catania i Italien og døde i Hongkong, var en katolsk missionær tilhørende franciskanerordenen. Han er kendt for sit livsværk, sin oversættelse af Bibelen til kinesisk.
Gabriele Allegra trådte i 1923 ind i franciskanerordenen på Sicilien, og drog i 1931 til Kina som missionær.
Han begyndte på sin bibeloversættelse i 1935 og arbejdede de første ni år alene, i hvilken periode han nåede igennem hele Det gamle testamente. Sidenhen fik han hjælp.
I 1945 grundlagde han i Beijing et center for sociologi og bibelstudier som blandt andet fik til opgave at granske oversættelsesarbejdet.